# Rasmus Giertz
Claes Rasmus Giertz, född 3 juni 1994 i Enköpings församling, Uppsala län, är en svensk politiker (sverigedemokrat). Han är riksdagsledamot sedan 2022, invald för Dalarnas läns valkrets.
Giertz kandiderade i riksdagsvalet 2022 och blev ersättare. Han var tjänstgörande ersättare i riksdagen för Sara Gille under perioden 26 september 2022–17 januari 2023. I riksdagen är Giertz suppleant i utrikesutskottet. Han efterträdde Mats Nordberg som ordinarie riksdagsledamot den 17 januari 2023 efter Nordbergs död.
Giertz uttalade sig 2018 att utländska våldtäktsmän ska utvisas och att svenska våldtäktsmän ska ”sträcka på sig och skaffa ett gymkort”